# Fannia robusta
Fannia robusta är en tvåvingeart som beskrevs av Chillcott 1961. Fannia robusta ingår i släktet Fannia och familjen takdansflugor. Inga underarter finns listade i Catalogue of Life.